# Duc de Lauzun

Portrait du Duc de Lauzun

Le titre de duc de Lauzun est créé en France sous le règne de Louis XIV.
Le duché de Lauzun est érigé en 1692 à partir du comté de Lauzun, appartenances et dépendances.
Par brevet de 1766, il est de nouveau érigé.

## Liste des ducs de Lauzun
- Première création, 1692 : pour Antonin Nompar de Caumont (1633-1723)

- Seconde création, 1766 : pour Armand-Louis de Gontaut Biron (1747-1793)